# Inhambane (stad)
Inhambane is de hoofdstad van de provincie Inhambane in Mozambique. Inhambane telde in 2007 bij de volkstelling 63.837 inwoners.

## Geschiedenis
Inhambane is een van de oudste steden aan de Mozambikaanse oostkust. De stad werd in de 10e eeuw gesticht door Swahili-handelaren. Dhows dreven al in de 11e eeuw handel in Inhambane. De Islamitische en Perzische handelaren waren de eerste buitenstaanders die over zee naar de stad kwamen om handel te drijven. Zij handelden in parels en ambergris en dreven ook handel met Chibuene in het zuiden. Natuurlijke katoenen doeken waren de belangrijkste producten die met de plaatselijke Tonga-bevolking werden verhandeld, wat bijdroeg aan de ontwikkeling van de lokale katoenindustrie (vooral katoenspinnerijen en katoenweverijen). Enige tijd voordat de Portugezen in Inhambane aankwamen, waren de Karanga (een clan van de Shona) het gebied rondom de stad binnengevallen en overheersten een aantal Karanga-leiders de Tonga-bevolking. Naar alle waarschijnlijkheid handelden ze via Imhambane met de Islamitische handelaren.
Inhambane werd voor het eerst door de Portugezen bezocht in januari 1498, toen de vloot van Vasco da Gama in de haven aankwam om voorraden aan te vullen. Hij noemde het "Terra da Boa Gente". In 1546 bouwden de Portugezen een versterkte factorij ter plaatse, maar Inhambane werd pas definitief door Portugal bezet in 1731.
In 1560 werd in Inhambane de eerste missiepost van de Jezuïeten in Oost-Afrika.
Met de bouw van een fort (Forte de Nossa Senhora da Conceição de Inhambane) in 1763, kreeg Inhambane de status van stad (vila) en werd het de zetel van de gemeente. Inhambane werd regelmatig aangevallen door schepen van de Vereenigde Oostindische Compagnie en door schepen van het Franse koninkrijk. In 1796 werd Inhambane geplunderd door Franse piraten van het eiland Réunion.

## Geografie
Inhambane ligt aan de Indische Oceaan, op het westerse gedeelte van het schiereiland dat de westelijke grens van de Baía de Inhambane vormt. Aan de Baía de Inhambane ligt tegenover Inhambane de stad Maxixe. Op het oosterse gedeelte van het schiereiland dat de westelijke grens van de Baía de Inhambane vormt, is de Praia do Tofo te vinden, een strand aan de Indische Oceaan, dat een populaire toeristenbestemming is. Inhambane ligt op 355 kilometer afstand van Maputo.

## Demografie
| Jaar | Bevolking |
| ---- | --------- |
| 1940 | 5.100     |
| 1950 | 21.000    |
| 1980 | 26.701    |
| 1997 | 54.157    |
| 2007 | 63.837    |

## Transport
De gemakkelijkste manier om Inhambane te bereiken, is via de EN1 weg vanuit Maputo. Het is ook mogelijk om Inhambane te bereiken vanuit Beira of Zimbabwe via de EN6 weg en de EN1 weg na Inchope. Verder heeft Inhambane een luchthaven. Vanuit Maputo zijn er op de meeste dagen vluchten en tevens zijn er chartervluchten vanuit Johannesburg in Zuid-Afrika.
Inhambane had een smalspoorweg, waarvan de aanleg al werd beëindigd voordat het volledige traject van de spoorweg was gerealiseerd.

## Stadsbestuur
Administratief is Inhambane een stad, met een gekozen stadsbestuur. De eerste voorzitter van de gemeenteraad van Inhambane was Vitorno Manuel Macuvel, die in 1998 werd gekozen. In 2003 werd hij opgevolgd door Lourenço A. da Silva Macul, die in 2008 weer werd herkozen. De voorzitters vertegenwoordigden alle twee het FRELIMO.

## Jumelage
Sinds mei 1989 heeft Inhambane een jumelage met de Portugese stad Aveiro.